# إيما إدموندسون
إيما إدموندسون (بالإنجليزية: Emma Edmondson)‏ هي ممثلة بريطانية، ولدت في 15 مارس 1984.